# Messier 84
Messier 84 (também conhecido como M84 ou NGC 4374) é uma galáxia lenticular na constelação de Virgo. Foi descoberta por Charles Messier em 18 de março de 1781. Está situada no denso Aglomerado de Virgem.

## Descoberta e visualização
A galáxia lenticular foi originalmente descoberta pelo astrônomo francês Charles Messier, que descobriu e catalogou 7 outros objetos na mesma noite, seis galáxias pertencentes ao aglomerado de Virgem e um aglomerado globular, Messier 92.

## Características

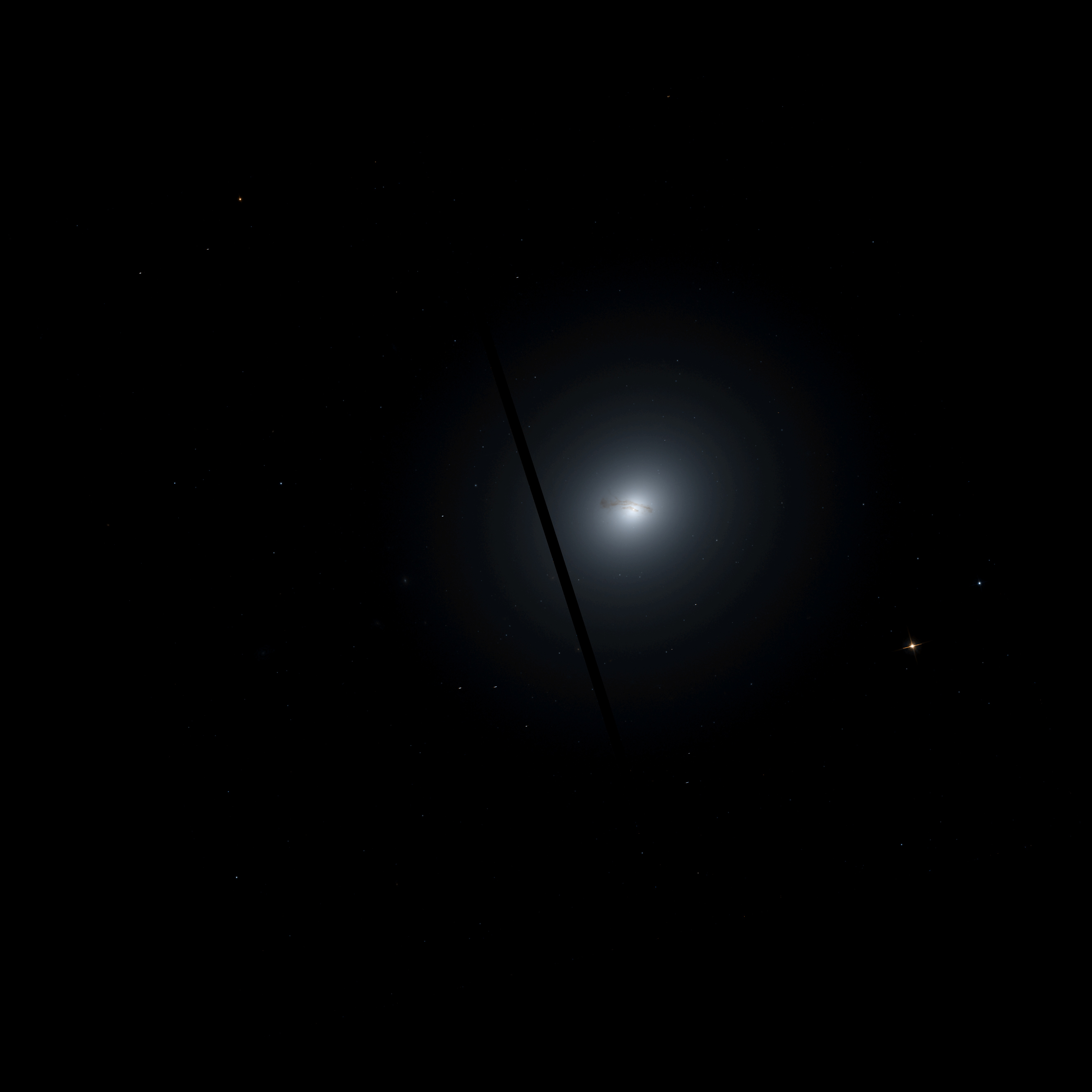
Messier 84, Telescópio Espacial Hubble

É uma galáxia lenticular ou elíptica gigante e é um dos membros mais brilhantes do aglomerado de Virgem. Está situada na região central, super povoada por galáxias, do aglomerado. Historicamente, foi classificada como uma galáxia elíptica, mas há evidências que se trate de uma galáxia lenticular, contituída principalmente de estrelas amarelas velhas. Contém mais de 1000 aglomerados globulares, entretanto esse número é muito menor do que o encontrado em Messier 87, que marca o centro do aglomerado de Virgem.
A galáxia ejeta dois pequenos jatos que podem ser vistos em rádio e contém um objeto supermaciço em seu núcleo galáctico, com massa 300 milhões de vezes a massa solar, concentrada a menos de 26 anos-luz do seu centro. Como membro do aglomerado de Virgem, situa-se a uma distância de 60 milhões de anos-luz em relação à Terra. Seu diâmetro aparente de 5 minutos de grau correspondem a um diâmetro real de 87 000 anos-luz. Sua magnitude aparente é 9,1.
Foi descoberta até o momento três supernovas: a SN 1957B, descoberta por G. Romano em 18 de maio de 1957, alcançando a magnitude aparente máxima 13; SN 1980I, descoberta em 13 de junho de 1980 por M. Rosker, alcançando a magnitude máxima 14; e a SN 1991bg, descoberta em 3 de dezembro de 1991, também alcançando a magnitude máxima 14.
Observações de rádio e imagens do Telescópio Espacial Hubble dois jatos de matéria saindo do centro da galáxia assim como um disco de gás e estrelas, indicando a presença de um buraco negro supermassivo com massa de 1,5 ×109 M☉.

## Galeria

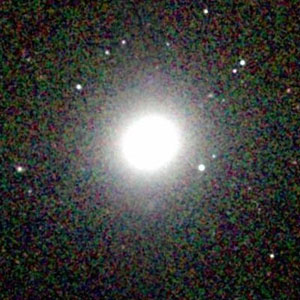
Messier 84, projeto 2MASS
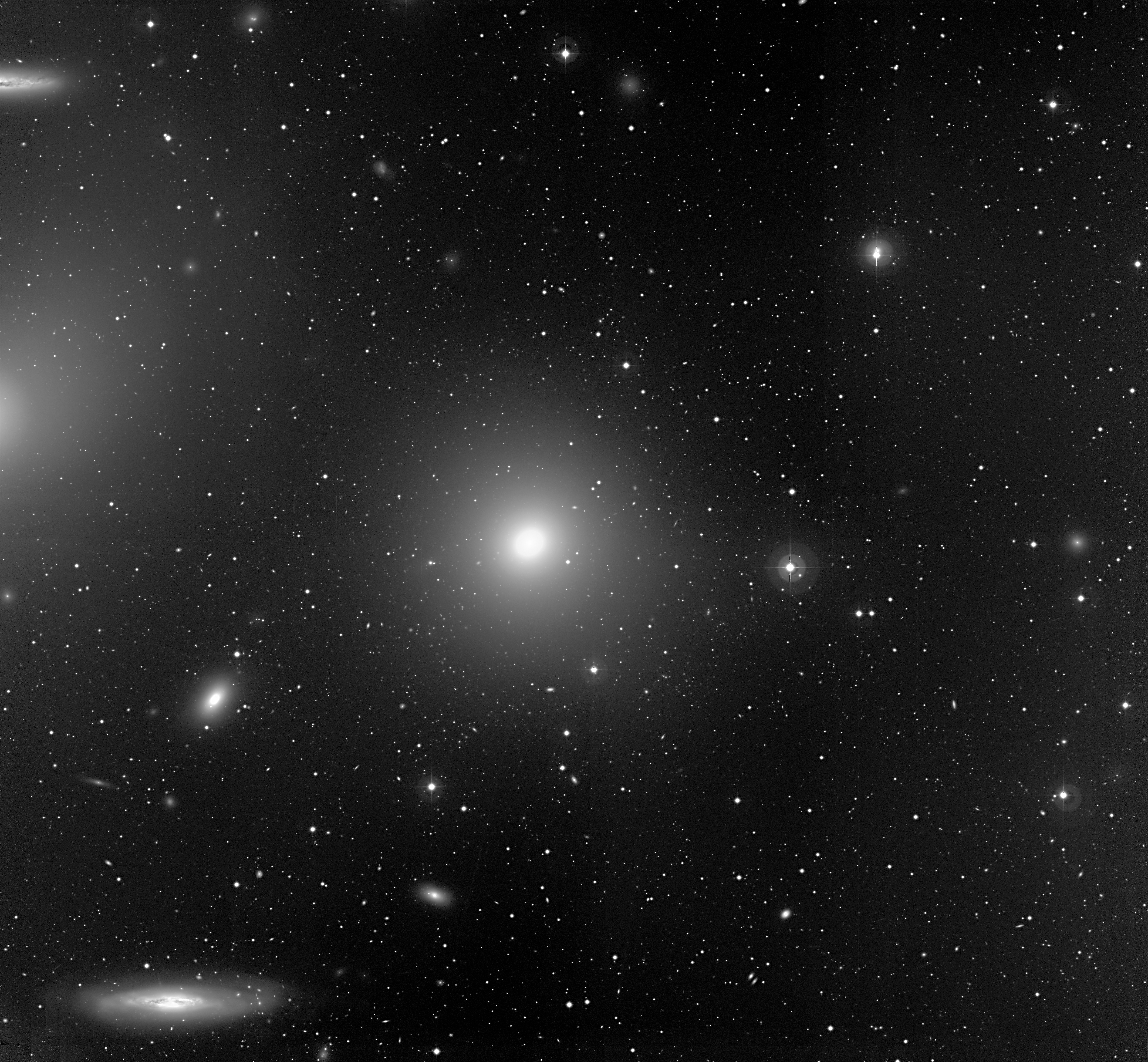
Messier 84, ESO